# 堕イドル
『堕イドル』（だイドル、Die DoL）は、原作：ガクキリオ・漫画：山口アキによる日本の漫画作品。『別冊少年マガジン』（講談社）にて、2016年9月号から2017年5月号まで連載された。

## あらすじ
アイドル・銀山幸は、無人島企画のロケのために豪華客船に乗船するが、翌朝にはオファーの直前に公園で助けた男性・灰峰と共に檻の中に入れられ、「堕イドル・オーディション」なるものに参加させられてしまう。結果、目の前でトップアイドルが文字通り「炎上」する様子を目撃してしまう。司会進行のミザリーの説明によれば、「堕イドル」の定義とは「異性と交際しているというスキャンダルを持つ、堕ちたアイドル」のことだという。しかし、銀山には恋人がいないため、灰峰と話していたところを誤解されて連れてこられたことが判明する。それでも銀山は「堕イドル・オーディション」から抜けることができなかったため、このデスゲームからの脱出を決意し奮闘する。

## 登場人物

### メインキャラクター
銀山幸（かなやま こう）
本作の主人公。アイドルユニット「DDL」のリーダーを務める。弱小プロダクション所属ではあるが、最近注目を集め始めている。「富と名声」を得たうえで、10歳の頃に消息不明となった母親に気付いてもらうことをアイドル活動の目的としている。公園でチンピラに絡まれている灰峰を助けたことから、組織に「堕イドル」であると誤解されて拉致されてしまう。エントリー番号は50番。
状況に戸惑いつつも、驚異的な集中力を発揮し、完璧に近いパフォーマンスを発揮できる。アイドルとしての力量・魅力は黒羽も認めるほど。
灰峰（はいみね）
銀山のパートナーとなる男性。「自分と言葉を交わした人間は、不幸な目に遭う」というジンクスを持ち、ミザリーからは「死神」と呼ばれている。ゲームの本質を見破り、銀山に的確なアドバイスを与える。歌うことが苦手。
元々ゲームを運営する組織の人間だったが、銀山の母親によって一人だけ組織を抜けることに成功している。
ミザリー
司会進行を務める女性。ルール説明の際はあえてゲーム本来の意図を隠したり、あえて誤認させるように誘導した説明をしたりする。ゲームの運営を心から楽しんでいる様子が見て取れる。

### その他のアイドル
大前ゆあ（おおまえ ゆあ）
人気アイドルユニット「アイスクロール」で、人気1位を誇るアイドル。エントリー番号は1番。人気ミュージシャンのタケルと交際していた。
1回戦「堕イドル・オーディション」でのアピールでは完璧なパフォーマンスを見せたが、パートナーとの接触が多かったため、敗退となった。
松田理香子（まつだ りかこ）
エントリー番号は18番。大物音楽プロデューサーの息子である、秋山太（あきやま ふとし）と交際していた。なお、松田の方には恋愛感情は皆無で、アイドルとして成功するために付き合っていただけである。
2回戦「ヴァイス・トレーニング」において、早く合格するため絶え間なく歌い続けたことと、秋山がそれに合いの手を入れ続けたことにより、3時間程度で酸素欠乏の症状が出てしまう。結果、2回戦における最初の脱落者となった。
黒羽うらら（くろは うらら）
主演映画の公開を控えている若手女優。デビュー当時はアイドルとして活動していた。エントリー番号は13番。マネージャーの才賀学（さいが まなぶ）と交際している。
過去に自らのライバルであるアイドルや女優を、スキャンダルや殺害によって「堕とした」と思われる描写が、才賀の回想で明かされている。
灰峰同様、ゲームの本質をいち早く見抜き「ヴァイス・トレーニング」を1位で通過。「堕・ダンス・レッスン」で銀山と対決した際も、パートナーと通じるサインを駆使して序盤のゲームを有利に進めていた。灰峰のサインの見破りと、銀山のポテンシャルによって敗北の危機に追い込まれるも、自らを炎上させる偽装を行うことで銀山を失格へ追い込んだ。
大竹由花（おおたけ ゆか）
人気アイドルユニット「アイスクロール」で、人気3位を誇るアイドル。エントリー番号は33番。河井拓真（かわい たくま）という男性と交際していた。大前の態度には以前から不満を抱いており、1回戦で敗退した様を目撃した時はスッキリしたとのこと。
「ヴァイス・トレーニング」を15位で通過したものの、「堕・ダンス・レッスン」において同グループの宮内あこ（みやうち あこ）に敗北し、敗者復活戦「奪衣選抜」に参加。健気なアイドル像を演じたものの、審査員からの得票を稼げず敗退となった。

## 登場ゲーム
1回戦「堕イドル・オーディション」
合格者数は50組中45組。失格となった5組は「炎上」として文字通り焼き殺される。なお、ゲーム開始時点では「堕イドルに相応しいアイドルを5組選抜する」とだけアナウンスされており、その5組が失格者であることは言及されない。
ルール説明の後、1時間のインターバルを挟んだ後オーディションを行う。エントリー番号順に1組ずつ、モニター付カメラの前で5分間のアピールを行う。アピール内容は自由。アピールの様子は他の参加者のモニターでも確認できる。
審査基準は「カメラで確認できるパートナーとの肉体的接触の長さ」である。これはアピールタイムだけでなく、1時間のインターバルや他の参加者のアピール中での行為すべてを含む。これが長かった5組が、パートナーとの関係を上手く隠せなかった「堕イドル」として失格となる。
2回戦「ヴァイス・トレーニング」
最低合格数は、45組中40組。あくまでも最低数のため、状況によっては全組の合格もありうる。
一人カラオケ用ルームにアイドルとパートナーの二人が入る（他の参加者の様子は確認不可）。カラオケに曲を入れて歌唱するごとに、「合格」か「不合格」のいずれかの表示が出る。「合格」が出た時点で勝ち抜けが決定。「不合格」が表示されても再チャレンジは何度でも可能。30分以上歌唱しなかった場合、継続の意思無しと見なされ、失格となる。なお、曲だけ入れて歌わなかった場合は、そもそも「歌った」とカウントされない。タイムリミットは24時間であるが、それまでに「合格」が出ずとも継続さえしていればその時点で無条件で勝ち抜けとなる。
「合格」が出る条件は、「アイドルの代わりにパートナーの男性が1曲歌うこと」のみ。これは「vice」という単語に名詞としての「悪」という意味のほかに、前置詞として「代理で」という意味があることがヒントとなっている。
なお、灰峰の目算では密閉された狭い部屋で一人が歌い続ける状況では、遅くとも12時間以内に酸欠状態に陥ることが濃厚のため、24時間耐えることは実質不可能である。
特別メニュー「堕・ダンス・レッスン」
「ヴァイス・トレーニング」上位通過16組によって行われるボーナスステージ。1対1によるタイマンとなる。勝利した方は次のゲームで有利なポジションで始めることができる（詳細は不明）。敗北した方はペナルティとして、後述の敗者復活戦へ参加させられる（ゲーム終了まで敗者復活戦の存在は言及されない）。
アイドルとパートナーは、それぞれ別室へと移動する。アイドル側はマジックミラーが置かれたダンス室、パートナー側はマジックミラー越しにアイドルの様子が確認できる部屋でゲームを行う。
まずアイドル側にお題と自身の持ち歌4曲が表示される。10秒のカウントの後、1曲をコールし、その曲を専用マットの上で踊る。ダンス中にマットの上から出てしまったり、5秒以上動かなかったりすると即失格となる。また、相手のダンス中にマットの上に乗ると妨害行為と見なされ、即失格となる。先攻・後攻で1曲ずつ踊った後、ダンスの評価で負けた方は、追加レッスンとして選ばなかった3曲を連続で踊らなければならない。引き分けの場合は両者共に追加レッスンはなし。
評価に関わる要素は、パートナー側のゲームである。パートナー側はお題と選択肢の確認後、アイドルが回答するまでの間に「1～4」の数字が書かれたカードを1枚伏せる。アイドルの回答と一致していれば正解。先攻・後攻の2回での正解数によって評価の勝敗が決まる。暴力行為やカードのすり替えなどのイカサマは即失格となる。
これを繰り返し、失格チームが出るまで続行する。
敗者復活再オーディション「奪衣選抜」
「堕・ダンス・レッスン」敗退者8組によって行われる敗者復活戦。
1回戦と同じように、モニター付きカメラの前で1分間のアピールタイムを行う。順序はランダム。全員のアピール終了後、64名の審査員による投票を行い、得票上位4組が次のゲームへ進出。下位4組は1回戦同様「炎上」することとなる。
この「64名の審査員」というのは、既に勝ち抜けが決定している32組のアイドル及びパートナーである。すなわち審査員側にとっては自らの敵になるかもしれない人間を選ぶことになる。したがって、アピールタイムでなるべく脅威ではないよう振る舞うことで、勝ち残る確率を上げることが可能。

## 書誌情報
- 原作：ガクキリオ・漫画・漫画原作：山口アキ『堕イドル』講談社〈講談社コミックス〉、全2巻
  1. 2016年12月9日発売[1] ISBN 978-4-06-395814-0
  2. 2017年5月9日発売[2] ISBN 978-4-06-395933-8